# イ・ナリ
イ・ナリ (英: Na-Ri Lee、1988年7月6日 - ）は、ソウル特別市出身の大韓民国の女子プロゴルファー。所属はGOLF5。

## 経歴
慶熙大学校（大韓民国）卒業。
14歳からゴルフを始める。
韓国でプロ転向したが、韓国ツアーに出場することなく、日本ツアーのQTを受験。2008年から日本ツアーに参加。
2009年、「スタンレーレディスゴルフトーナメント」で3位。賞金ランク29位で初シード権獲得。
2010年、「ミヤギテレビ杯ダンロップ女子オープンゴルフトーナメント」ではイム・ウナと優勝を争ったが終盤のボギーが響き、1打差の2位タイ。「伊藤園レディスゴルフトーナメント」最終18番ホールでは佐伯三貴とのプレーオフをかけて攻めのゴルフに徹したが3位。賞金ランク23位。
2011年、「ニチレイレディス」の3位タイが最高位。賞金ランク28位。
2012年、「伊藤園レディスゴルフトーナメント」の4位が最高位。賞金ランク22位。
2013年、JLPGA入会。「ニチレイレディス」では優勝した吉田弓美子に1打及ばず2位タイ。「ミヤギテレビ杯ダンロップ女子オープン」では最終日を首位タイでスタートしながら、一時2組前でラウンドする宮里藍に首位を奪われたが、最後は1打差でかわし日本ツアー6年目で初優勝。「富士通レディース」は2日目を2位と1打差の首位で終え、最終日は雨天中止となって2度目の優勝を決めた。賞金ランク11位。
2014年、公式戦「日本女子プロゴルフ選手権大会」では優勝した鈴木愛に1打及ばず2位タイ。「マンシングウェアレディース東海クラシック」では最終日にイーグル・バーディーを重ね、2位に2打差をつけて先にホールアウト。しかし最終組の申ジエが3連続バーディーを奪ったため逆転された。「日本女子オープンゴルフ選手権競技」では最終日17番ホールまで首位と並んでいたが、18番でボギーを叩きプレーオフを逃した。7,865万円余を獲得し、自己最高の賞金ランク8位。
2015年、伊藤園レディスの5位が最高位。賞金ランク29位。
2016年、「樋口久子 レディスゴルフトーナメント」の6位タイが最高位。賞金ランク33位。
2017年、「ヨネックスレディスゴルフトーナメント」の4位タイが最高位。賞金ランク59位でシード喪失。
2020年、日本女子プロゴルフ選手権で通算11アンダーと健闘したが、優勝した永峰咲希に1打及ばず2位タイ。

## プロ優勝 (2)

### JLPGAツアー (2)
| No. | 日程              | 大会名                               | スコア             | 2位との差 | 2位（タイ）         |
| --- | ----------------- | ------------------------------------ | ------------------ | --------- | ------------------- |
| 1   | 2013年9月19-21日  | ミヤギテレビ杯ダンロップ女子オープン | −5（71-70-70=211） | 1打差     | 宮里藍 テレサ・ルー |
| 2   | 2013年10月18-20日 | 富士通レディース                     | −6（71-67=138）*   | 1打差     | 渡邉彩香            |

- は36ホール短縮